# Боянці
Боя́нці (болг. Боянци) — село в Пловдивській області Болгарії. Входить до складу общини Асеновград.

## Населення
За даними перепису населення 2011 року у селі проживала 1501 особа.
Національний склад населення села:
| Національність   | Кількість осіб | Відсоток |
| ---------------- | -------------- | -------- |
| болгари          | 1002           | 74,3%    |
| цигани           | 334            | 24,8%    |
| турки            | 9              | 0,7%     |
| Всього відповіли | 1348           |          |

Розподіл населення за віком у 2011 році:
Динаміка населення: